# Jehová
Jehová (en hebreo:יְהֹוָה Yehōvāh) es la combinación de cuatro letras hebreas יהוה (llamado en griego tetragrámaton y transliterado YHWH/YHVH) yuxtapuestas con las vocales de la palabra hebrea Adonai (אֲדֹנָי).
Esta "yuxtaposición " es el resultado de una adaptación errónea a las lenguas europeas del nombre propio de Dios tal como aparece en la escritura hebrea. Este nombre aparece escrito en el Tanaj (Antiguo Testamento) con cuatro letras en hebreo: יהוה‎ que se pueden transcribir como Y-H-W-H. Pronunciar el nombre divino se convirtió en prohibido para los hebreos, así que en su lugar leían "mi señor" (en hebreo: אֲדֹנָי‎, Adonai), que se escribía también con cuatro letras A-D-N-Y y tres  marcas de vocalización (niqud): ə, ō, ā, lo que resultaba, aproximadamente, AəDōNāY. El error se originó porque en la sección qeri que contiene indicaciones para leer la Biblia se colocaba la vocalización de "mi señor" sobre el nombre propio de Dios, lo que resultaba en una palabra híbrida inexistente similar a YəHōWāH (en hebreo: יְהֹוָה‎), pero esto no debía yuxtaponerse, sino que era una señal para decir "mi señor". 
Yahweh era uno de entre los varios dioses que los cananeos adoraban (yahvismo) y que después sincretizaron con el dios semítico ʼEl. La vocalización tradicional se perdió desde el judaísmo del Segundo Templo, ya que desde entonces se considerada demasiado sagrada para pronunciarse siendo sustituido por Adonai y cuando en el texto ya aparecía antes Adonai se leía como Elohim. Alrededor del siglo XII, los masoretas agregaron los niqud de Adonai a YHWH. La combinación YHWH/Adonai (יְהֹוָה) aparece unas siete mil veces en el texto masorético del Tanaj, mientras que la combinación YHWH/Elohim (יֱהֹוִה Yĕhōwih) ocurre 305 veces. La vocalización aparece en el qeri donde los masoretas indicaban como leer la Biblia.
La latinización como Iehova  más antigua se encuentra en uno de los manuscritos del Pugio fidei de Raimundo Martí, escrito cerca del 1270. El uso muy generalizado de esta palabra en el siglo XVI indica su influencia como fuente de conocimiento del saber judío tanto entre católicos como protestantes. Los eruditos cristianos de habla latina reemplazaron la letra hebrea yod (י), que no existe en latín, por una I o su variante J y la W por una V/u, sus derivadas Iehouah y Jehovah aparecieron por primera vez en el siglo XII, por lo tanto, Jehovah se convirtió en la latinización de origen masoreta. A medida que el uso del nombre se extendió por la Europa medieval, las letras J y V/u se pronunciaron y se adoptaron según la lengua vernácula.
El nombre Jehová aparece en varios nuevos movimientos religiosos estadounidenses inspirados en el cristianismo. En el mormonismo, Jehová hace referencia a Jesucristo antes de nacer de la Virgen María, así como su rol en el Antiguo Testamento. Los Testigos de Jehová también usan esta vocalización desde que cambiaron el nombre de su organización en 1931.

## Pronunciación

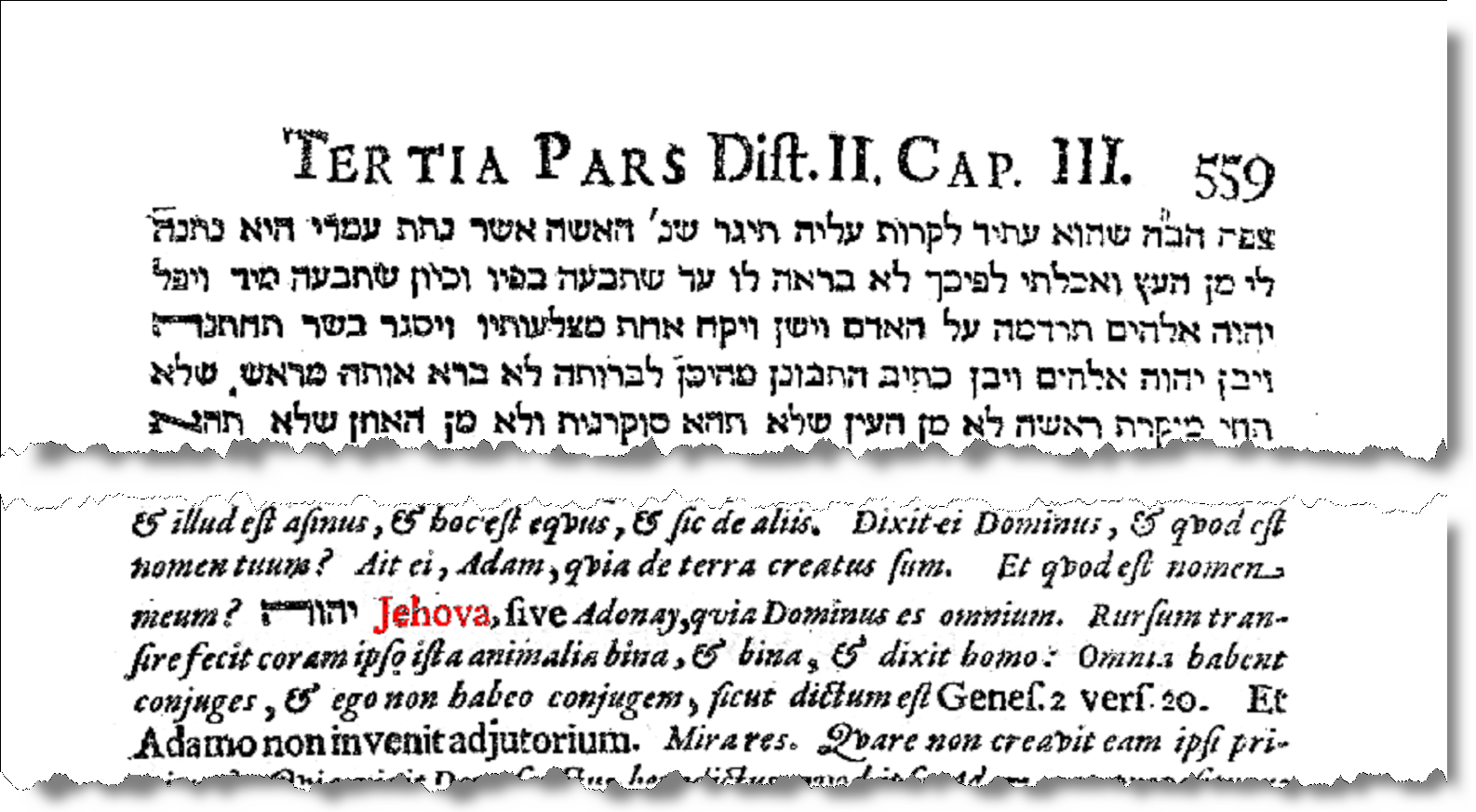
Edición 1687 Leipzig del Pugio Fidei adversus Mauros et Judaeos (escrito por Raimundo Martí alrededor de 1270): "יהוה Jehova, sive Adonay, qvia Dominus es omnium" (יהוה Jehová, o Adonay, porque tu eres el Señor de todo). La edición 1651 París usa la ortografía "Iehoua" (p. 448).

Entre los eruditos bíblicos existe un fuerte acuerdo que la pronunciación original de Yhwh fue "Yahveh" (hispanizado "Yavé"). Así en la edición 1960 de la Reina-Valera, que todavía conserva la ortografía "Jehová" de sus orígenes, se dice:

Jehová. Nombre personal de Dios en el Antiguo Testamento. En el hebreo primitivo, que carecía de vocales escritas, las consonantes son YHVH. Por respeto, dejó de pronunciarse, y en su lugar se leía "Adonay" (el Señor). Para recordar esto al lector, los rabinos le pusieron las vocales e, o y a, sólo como contraseña, cuando inventaron un sistema de vocales escritas para el hebreo. En los medios cristianos empezó a leerse desde fines de la Edad Media con esas vocales y así resultó la forma latinizada "Jehovah", de donde viene "Jehová". Los hebraístas han llegado al acuerdo general de que la pronunciación original debe de haber sido Yahveh.

De acuerdo a una tradición judía, el Tetragrámaton se escribía, pero no se pronunciaba. En la lectura se sustituía por otros términos el nombre divino יהוה en el texto. Esto es ampliamente aceptado, como también indicado por el erudito bíblico del siglo XIX Gesenius, que afirma que las vocales de los sustitutos del nombre—Adonai (Señor) y Elohim (Dios)—se insertaron en el texto masorético para indicar que se debían usar esos substitutos. Cuando יהוה precede o sigue Adonai, los masoretas colocaron los puntos vocálicos de Elohim en el Tetragrámaton, produciendo una vocalización diferente del Tetragrámaton יֱהֹוִה, que se lee como Elohim. Basándose en este razonamiento, la forma יְהֹוָה (Jehovah) ha sido caracterizada por algunos como una forma "forma híbrida ", e incluso ha sido considerada por algunos como "una imposibilidad filológica".
Algunos de los primeros traductores modernos, pero no todos (por ejemplo Martín Lutero usó "der HERR" (el SEÑOR) en correspondencia al Tetragrámaton en su traducción de la Biblia), no estaban de acuerdo con la práctica judía de leer el Tetragrámaton como Adonai y su traducción con las palabras equivalentes en griego (Κύριος) y en latín (Dominus): en lugar de ello combinaron las cuatro letras hebreas del Tetragrámaton con los puntos vocálicos que, excepto en los rollos de la sinagoga, los acompañaban en el texto masorético, resultando así la forma Jehováh. Esta forma, que se registra primeramente en obras fechadas a 1278 y 1303, fue adoptada en la traducción inglesa de Tyndale de la Biblia y algunas otras protestantes. En la King James Version de 1611, Jehováh apareció siete veces pero en miles de otras veces se usó "the LORD" (el SEÑOR). En la English Revised Version (1885) (revisión de esta misma Biblia inglesa), la forma "Jehováh" apareció doce veces. En la American Standard Version de 1901 la forma "Je-ho’vah" se convirtió en la traducción regular del término hebreo יהוה, en toda ella, a diferencia del término previamente dominante SEÑOR", que generalmente se usaba en la King James Version. Este también es utilizado en inglés en algunos himnos cristianos como el  Guide me, O thou great Jehovah/Redeemer ("Guíame, oh Tú Gran Jehová/Redentor"). La traducción castellana Reina-Valera usa desde el inicio "Jehová", pero la edición 1960 informa del acuerdo general entre los académicos de que la pronunciación original debe de haber sido "Yahveh", la revisión 1990 ("Nueva Reina-Valera") usa "El Eterno" y la revisión 2011 ("Reina Valera Contemporánea") usa "El Señor".

## Puntos vocálicos masoréticos
El Antiguo Testamento se escribía originalmente sin vocales, según el uso del idioma hebreo: también hoy las revistas y libros modernos hebreos son impresos normalmente sin vocales. A mediados del primer milenio después de Cristo, se inventó un sistema de puntos vocálicos como ayuda a los que estudian el idioma, sistema que a una persona bien entrenada le resulta ser tanto un estorbo como una ayuda.
El texto de la Biblia hebrea reproducido en las ediciones impresas es el canónico del judaísmo, el texto masorético, que emplea esos puntos vocálicos para indicar la pronunciación justa y a veces advierte que se debe leer no la palabra indicada en el texto consonántico sino otra (ver Qeri y Ketiv). Generalmente una nota marginal señala esa modificación, pero en los casos llamados de q'ri perpetuum se la omite para no seguir repitiendo constantemente la misma nota marginal. Los ejemplos de q'ri perpetuum  incluyen la sustitución de הוא (él) con היא (ella), que se indica conservando las consonantes de הוא pero acompañándolas con la vocal de היא. Por lo tanto, lo que aparece es la forma híbrida הִוא, palabra que en hebreo no existe. Otro ejemplo es el de la sustitución de יהוה (el Tetragrámaton) con אדני (Señor, Mi Señor) o (si delante de יהוה se encuentra ya אדני) con אלהים (Dios), conservando las consonantes de יהוה pero indicando las vocales o de אדני o de אלהים.

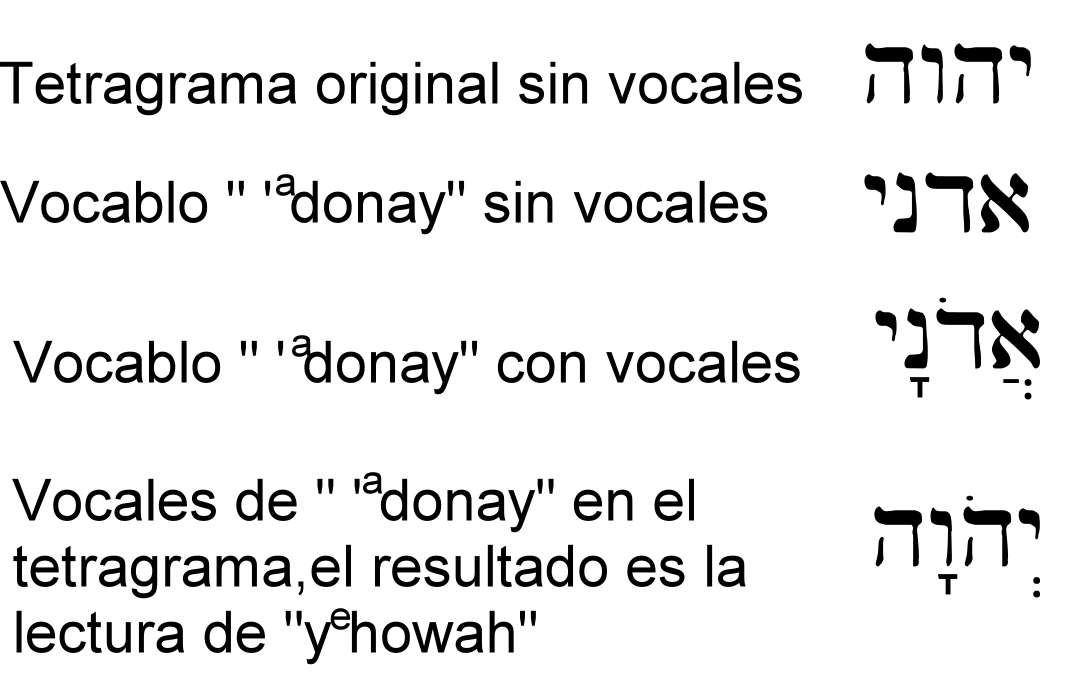

La forma híbrida יְהֹוָה combina las consonantes de יהוה con las vocales de אֲדֹנָי. La vocal hataf patah (ֲ ), que normalmente acompaña la consonante inicial gutural de אֲדֹנָי, se convierte en "sheva" (ְ ), vocal que no se usa con las letras guturales hebreas, bajo la yod inicial de יהוה.
A partir del siglo XII algunos cristianos, al no entender la indicación del q'ri perpetuum masorético que se debía leer "Adonai" donde en el texto se encontraba יהוה, creían que las vocales indicadas fuesen parte del nombre יהוה y por eso lo transcribían en latino como Iehovah. Se encuentra por ejemplo en el Pugio fidei de Raimundo Martí escrito en 1270. El nombre híbrido entró en ciertas traducciones influyentes como la Reina-Valera castellana y la Biblia del rey Jacobo inglesa en los siglos XVI y XVII y en varios idiomas siguió dominando como transcripción de יהוה hasta el siglo XIX.
En los siglos XVI–XVIII todavía existían escritores académicos ingleses que, contra Elias Levita y Louis Cappel, afirmaban la antigüedad de los puntos vocálicos encontrados en el texto masorético del Antiguo Testamento y que los definían parte esencial de la revelación divina.
John Lightfoot (1602–1675) declaró: "La puntuación de la Biblia sabe a obra del Espíritu Santo, no a la de hombres perdidos, cegados, atontados", entendiendo por esta última expresión los masoretas.
William Fulke (1538–1589) publicó en 1583 su Defensa de la traducción sincera y verdadera de las Sagradas Escrituras al idioma inglés, contra las múltiples cavilaciones, disputas frívolas y calumnias insolentes de Gregory Martin, uno de los lectores de la teología papista en el seminario traidor de Reims. (Se trató de un seminario en Bélgica semejante al Colegio Inglés de Sevilla y al Real Colegio de San Albano de Valladolid.) Sostuvo que en Mateo 5:18 ("ni una jota ni una tilde") Jesús se refirió no a una marca pequeña ("cuernecito") que distinguía dos letras (como ב de כ y ד de ר) sino a los puntos vocálicos o los acentos.
Eran de la misma opinión los protestantes Johannes Buxtorf II (1599–1664) y John Owen (1616-1683).
En 1748 Peter Whitfield publicó una defensa de la antigüedad de los puntos vocálicos, afirmando: Es imposible el aprendizaje del hebreo sin los puntos, sin los que no se puede distinguir en la escritura ni las diferentes conjugaciones ni el significado verdadero de combinaciones de consonantes con significados totalmente diversos. La minuciosa atención de los judíos a la conservación de sus escrituras no permite, según Whitfield, atribuirles la introducción, a una fecha desconocida, de una novedad tan radical como los puntos vocálicos. Declaró también que sin los puntos vocálicos al texto faltaría la claridad que postula la doctrina de sola scriptura para ser interpretado por ello mismo.
El teólogo John Gill (1697-1771) en su Disertación sobre la antigüedad del idioma hebreo, las letras, los puntos vocálicos y los acentos. Gill retomó argumentos de Johannes Buxtorf II (1599–1664) que defendían una antigüedad extrema de los puntos vocálicos. Así Gill dijo que la antigüedad de los puntos vocálicos era demostrada por el libro Kuzari (1140 d. C.), que afirmó que Dios los enseñó a Adán (p. 257), y por Saadia Gaon (927 d. C.), Jerónimo (380 d. C.), Orígenes (250 d. C.), Zohar (120 d. C.), Jesucristo (31 d. C.), Hilel y Shammai (30 a. C.), los caraítas judíos (120 a. C.), y Demetrio de Falero, bibliotecario de Ptolomeo II rey de Egipto (277 a. C.).
Las ideas propuestas por los aludidos teólogos, hoy consideradas ingenuamente erróneas, quedan claramente contradichas por el uso cotidiano en el Estado de Israel del idioma hebreo sin puntos vocálicos sea en los decretos y otros documentos emitidos por el gobierno sea en los periódicos y los otros escritos que aparecen cada día, y por el descubrimiento en Qumrán, entre los rollos del mar Muerto, de manuscritos hebreos de hace dos mil años con ausencia total de puntos vocálicos. Estos documentos, fechados desde el 400 a. C. al 70 d. C., que incluyen textos desde la Torá o Pentateuco y de otras partes de la Biblia hebrea, han proveído evidencia documental de que los textos hebreos originales se escribieron sin puntos vocálicos. El The Dead Sea Scrolls: A College Textbook and a Study Guide de Menahem Mansoor afirma que los puntos vocálicos encontrados en Biblias hebreas fueron establecidos en los siglos IX y X.
Algunos pocos disienten con el consenso sobre la pronunciación del Tetragrámaton. George Buchanan consideró que "Yehowah es la pronunciación correcta del Tetragrámaton, como indican claramente la pronunciación de nombres propios en el Primer Testamento (PT), la poesía, documentos del siglo V en arameo, traducciones griegas del nombre en los rollos del mar Muerto y en los Padres de la Iglesia".El erudito Nehemia Gordon propuso en su blog que los escribas del texto hebreo que a veces (como en Génesis 3:14) omitían la "o" de la vocalización masorética eran como él caraítas y querían así esconder a los lectores la pronunciación "Yehovah". Nehemia, además, afirmó que el nombre Iave que utilizó Teodoreto de Ciro viene, en realidad, de orígenes paganos y no tiene un significado claro en hebreo. También individuos como Scott Jones y Carl D. Franklin. cuestionan las razones esgrimidas a favor del existente consenso.

## Discusiones acerca del uso de "Jehová" en versiones de la Biblia
Después de la invención de la imprenta y la Reforma protestante, se difundieron nuevas traducciones latinas y vernáculas de la Biblia, de las que varias representaron a veces con el nombre "Jehová" el Tetragrámaton del Antiguo Testamento. Esto dio lugar a controversias.
En 1707, Adriaan Reland (1676–1718) publicó una colección de estudios de eruditos del siglo XVII, cinco contrarios al uso de "Jehová" y cinco a favor. El texto integral de cada uno de estos diez escritos se encuentra reproducido en el libro de Reland. En algunas pocas páginas de introducción Reland resumió los argumentos propuestos por cada una de las partes y las respuestas de la otra.
Los estudios que denunciaron la nueva práctica:
- Tetragrammaton, sive de Nomine Dei Proprio de Johannes van den Driesche (1550–1616), conocido como Drusius, (pp. 1–150 del libro de Reland).
- De Nomine Tetragrammato de Sixtinus Amama (1593–1629) (pp. 151–264)
- De SS. Dei Nomine Tetragrammato יהוה ac genuina ejus pronunciatione de Louis Cappel (1585–1658) (pp. 265–382)
- De nomine יהוה de Johannes Buxtorf (1564–1629) (pp. 383–412)
- Exercitatio Grammatica, De Punctis et Pronunciatione Tetragrammati יהוה de Jacob Alting (1618–1679) (pp. 413–432)

Los estudios que defendieron la práctica:
- Dissertatio de nomine יהוה de Nicholas Fuller (1557–1626) (pp. 435–474)
- De Nomine Tetragrammato Dissertatio qua vocis Jehovah apud nostros receptae usus defenditur, & a quorundam cavillationibus iniquis pariter atque < vindicatur de Thomas Gataker (1574–1654) (pp. 475–514)
- Tres disertaciones de Johann Leusden (1624–1699) (pp. 515–564)

En estos estudios se discutía principalmente la elección entre "Señor" y "Jehová", pero se mencionaba brevemente la cuestión de la pronunciación original del Tetragrámaton. Buxtorf observó que algunos argumentaban que era original la pronunciación samaritana "Yahve", otros la greca "Iao", otros la latina "Iova", y otros la muy reciente "Jehová". Por su parte sostuvo que, como reconocían los judíos y como indicaban las variaciones de la puntuación del Tetragrámaton en los textos bíblicos (algunas veces con las vocales ə, ō, ā, יְהוָה otras veces con ĕ, ō, i, יֱהֹוִה), la pronunciación original quedaba irremediablemente perdida, y que el nombre tenía que leerse no como "Jehová" sino como "Adonai".
En 1828, Wilhelm Gesenius dijo que entre los comentaristas existían tres opiniones sobre la interpretación del Tetragrámaton. La mayoría favorecía "Yahwoh" (יַהְוֹה) o "Yaho" (יָהוֹה), en armonía con las afirmaciones de varios escritores antiguos griegos que los judíos llamaban a su Dios ΙΑΩ, Ya(h)o. Otros preferían "Yahweh" (יַהְוֶה), en armonía sea con lo que indicó Teodoreto acerca de la pronunciación Ιαβε en uso entre los samaritanos, sea con los sufijos יָה֫וּ /jahu/ y יָהּ /jah/ de los nombres teofóricos y la forma abreviada יָהּ /jah. Un tercer grupo defendía "Jehová" (יְהֹוָה), hipótesis que más fácilmente explicaría los prefijos יְהוֹ /jeho/ y יו /jo/ de ciertos nombres teofóricos. En 1839, después de estudiar más profundamente la cuestión, declaró en su vasto Thesaurus philologicus criticus linguae Hebraeae et Chaldaeae Veteris Testamenti que el único argumento con una mínima apariencia de verdad a favor de la tercera hipótesis era el de los prefijos יְהוֹ y יו, y que estos podían explicarse de otras maneras; declaró también que existían dificultades gramaticales contra la hipótesis "Yahwoh"/"Yaho". Por eso el juicio que Gesenius formuló fue: "Mi opinión personal coincide con la de aquellos que consideran que antiguamente este nombre se pronunciaba "יַהְוֶה/Yahveh" a la manera de los samaritanos."
En el siglo XIX, "Jehová" siguió apareciendo por tradición en los estudios científicos, pero acompañado de la advertencia de que esa expresión no indicaba ni la pronunciación original ni la tradición más que milenaria de los judíos. En A Dictionary of the Bible de Smith y Fuller, que tuvo varias ediciones en ese siglo, se resume la situación: "Fuera la que fuese la verdadera pronunciación, el uso de los mismos masoretas indica que no fue Jehová. En el siglo XXI se reconoce que, entre las hipótesis sobre la verdadera pronunciación, la de Jehová es la menos verosímil, y existe un sólido consenso de que la original fue Yahveh.

## Otros usos

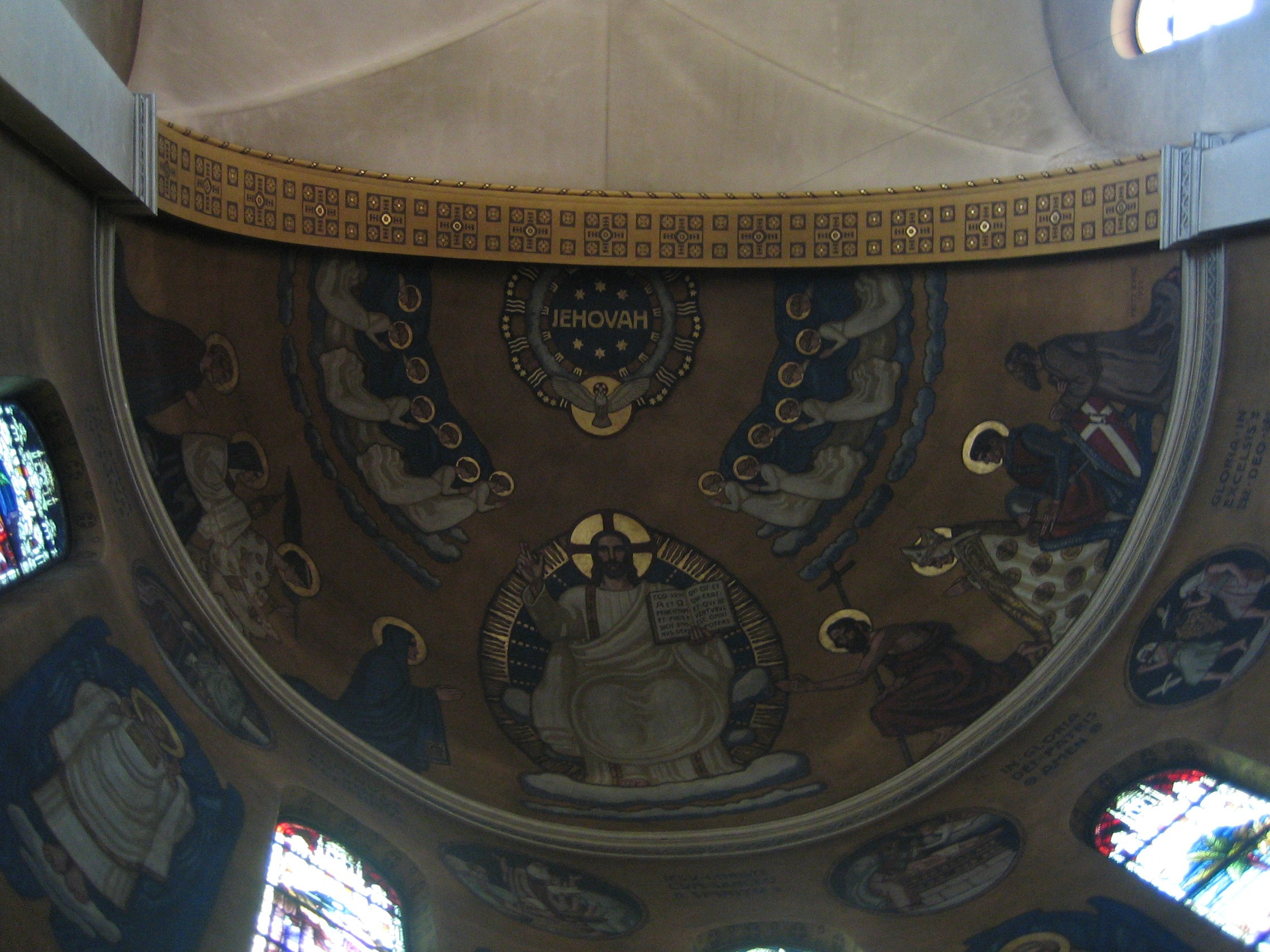
El nombre "Jehovah" en la iglesia católica de San Martín en Olten, Suiza, 1908

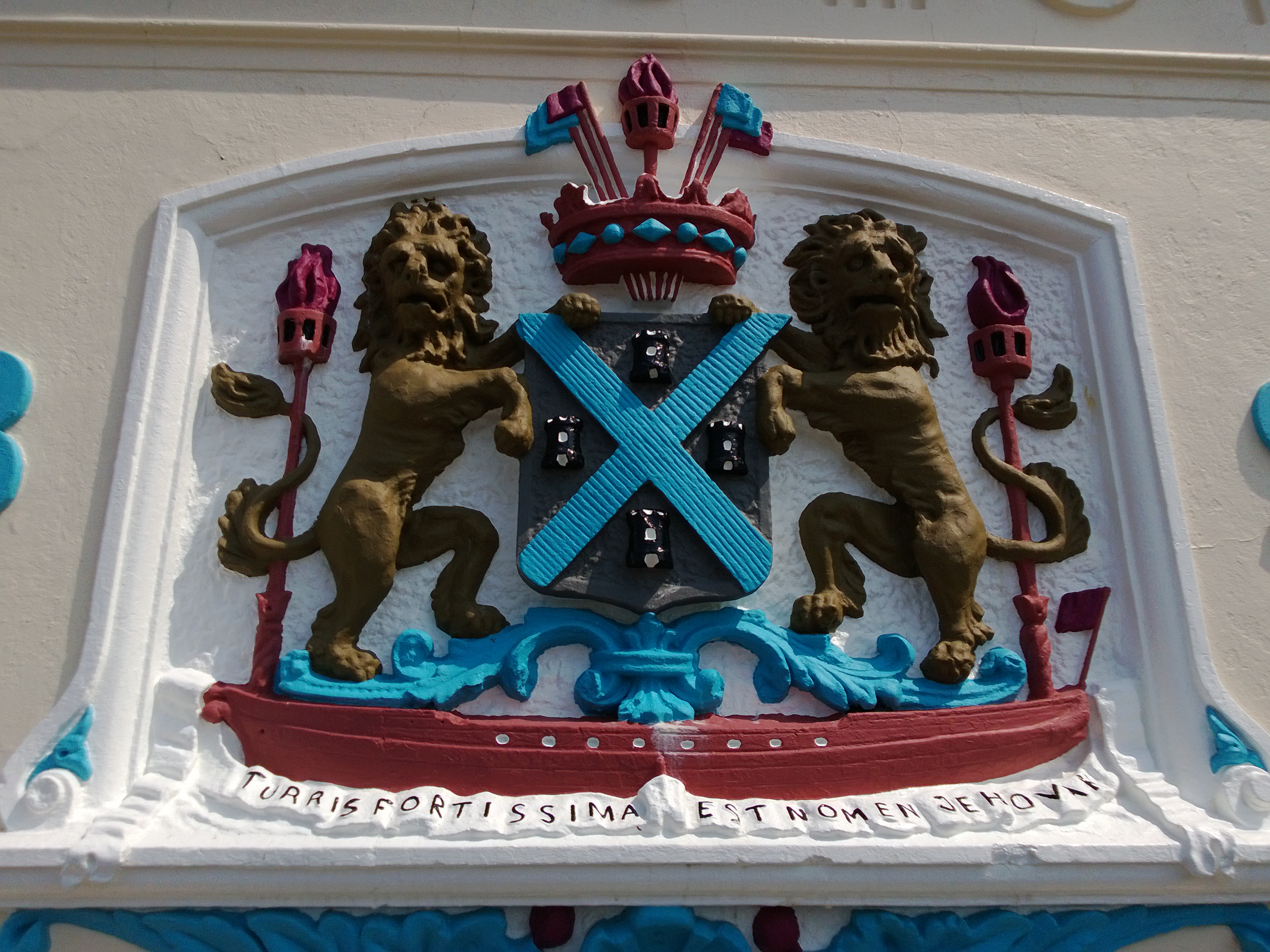
Escudo heráldica de la ciudad de Plymouth

Desde el fin de la Edad Media, algunas iglesias y construcciones públicas a través de Europa occidental, tanto antes como después de la Reforma Protestante, se decoraron con el nombre "Jehovah", según la idea entonces prevalente de la pronunciación del Tetragrámaton. Por ejemplo, el escudo heráldico de la ciudad de Plymouth en Inglaterra tiene la inscripción en latín Turris fortissima est nomen Jehova (en español, "El nombre de Jehová es una torre muy fuerte"), extraída de Proverbios 18:10. La misma frase se puede ver en el campanario de la Giralda de Sevilla.{Cita requerida}}
Jehová ha sido una palabra popular para el nombre personal de Dios durante varios siglos. Himnos cristianos en inglés usan esa forma del nombre. La forma "Jehovah" aparece también en libros y novelas, por ejemplo, aparece varias veces en la novela The greatest story ever told del autor católico Fulton Oursler. Algunos grupos religiosos, notablemente los Testigos de Jehová hacen un uso prominente del nombre.
En la cristiandad oriental la correspondiente frase en griego es Ὁ ὮΝ ("El que es") como en la versión griega de Éxodo 3:14.
En el mormonismo, "Jehová" es el nombre por el que Jesús era conocido en el Antiguo Testamento, opuesto a Dios el Padre, que es referido en la fe mormona como "Elohim".
Sin ser tan común como los nombres Deus y Dominus, Jehovah llegó a ser conocido como nombre de Dios hasta en contextos no bíblicos:
- Franz Schubert (1797–1828) compuso la música para el poema lírico titulado La Omnipotencia, escrito por Johann Ladislav Pyrker, en el cual la frase "Jehova der Herr" (Jehová el Señor) aparece repetidas veces.[78]
- También "Jehovah" se utiliza dos veces (como también "Signore" y "Eterno") en la ópera Nabucco, de Giuseppe Verdi (1813-1901).[79]
- Además, el oratorio El rey David, del compositor francés Arthur Honegger (1892-1955), da prominencia al nombre Jehová, y el autor francés Victor Hugo (1802-1885) lo usó en más de 30 obras suyas. Tanto él como Lamartine escribieron poemas que llevaron el título Jehová.
- Una ilustración de una moneda de las más antiguas con el nombre “Jehovah”, un Reichstaler de 1634 del ducado de Silesia, se encuentra en el libro Deutsche Taler ('Táleros alemanes'), publicado en 1967 por el Banco Federal de Alemania. Respecto a lo representado en el reverso de la moneda, dice: “Bajo el radiante nombre JEHOVAH, levantándose de en medio de nubes, hay un escudo coronado que lleva el blasón silesiano”.
- En un museo de Rudolstadt, Alemania Oriental, puede verse sobre el cuello de la armadura que usaba Gustavo Adolfo II, un rey sueco del siglo XVII, el nombre JEHOVAH en letras mayúsculas.
- El escritor inglés Robert Graves (1895-1985), en su fantasiosa novela histórica Rey Jesús usa repetidas veces el nombre "Jehovah".
- El erudito español Miguel de Unamuno, catedrático de griego y rector de la Universidad de Salamanca, en el prólogo de su famosa novela, Niebla, usa el nombre Jehová al referirse al concepto creativo, al compararse a sí mismo como creador de sus personajes. También en su novela Abel Sánchez, donde se hace una lectura del pasaje del Génesis de Caín y Abel, usa una traducción de las Santas Escrituras donde emplea el nombre Jehová.[80]

Así, por siglos la forma Jehová (Jehovah) ha sido una forma de pronunciar ampliamente aceptada, a pesar de ser rechazada hoy por los eruditos, por motivo de "los avances exegéticos y lingüísticos" realizados en los últimos siglos. Todavía en 1873 Gustav Oehler pudo decir en relación con el uso del nombre "Jehová": "Uso la palabra "Jehová" de ahora en adelante, no porque crea que esa pronunciación sea correcta. sino porque este nombre ha llegado a estar naturalizado en nuestro vocabulario, del que no puede ser desplazado más que, por ejemplo, "Jordán" dará el paso a "Jardén", forma que sería más exacta. Ya desde hace mucho tiempo se ha superado esa reluctancia a abandonar una tradición equivocada .
Quizás en reacción al consenso general entre los estudiosos ya entonces vigente, todas las nuevas versiones inglesas de la Biblia desde mediados del XIX siglo hasta las primeras décadas del siglo XX traducían el tetragrámaton bíblico con "Jehovah", pero a partir de 1939 predomina en ellas o bien la práctica anterior de usar en general "Lord" (Señor), o bien la de emplear "Yahweh" (Yahveh).

## Nombres griegos similares

### Antiguos
- Ιουω (Iouō, juɔ|k: Pistis Sophia citado por Charles William King, quien también le da Ιαω (Iaō, pronunciación en griego: /jaɔ/ pero con más frecuencia[86] (siglo II)
- Ιεου (Ieou, pronunciación en griego: /jeu/): Pistis Sophia[86] (siglo II)
- ΙΕΗΩΟΥΑ (I-E-Ē-Ō-O-Y-A, ieɛɔoyak, las siete vocales del alfabeto griego ordenadas en este orden. Charles William King atribuye a una obra que llama On Interpretations[87] la afirmación de que este era el nombre egipcio del Dios supremo. El comenta: "Este es de hecho una representación muy correcta, si le damos a cada vocal su verdadero sonido griego, de la pronunciación hebrea de la palabra Jehováh."[88] (2nd century)
- Ιευώ (Ievō): Eusebio, quien dice que Sanjuniatón recibió los grabados de los judíos de Hierombalus, sacerdote del dios Ieuo.[89] (c. 315)
- Ιεωά (Ieōa): los textos mágicos Helenísticos[90] (siglos II/III), M. Kyriakakes[91] (2000)

## Transcripciones similares en latín e inglés

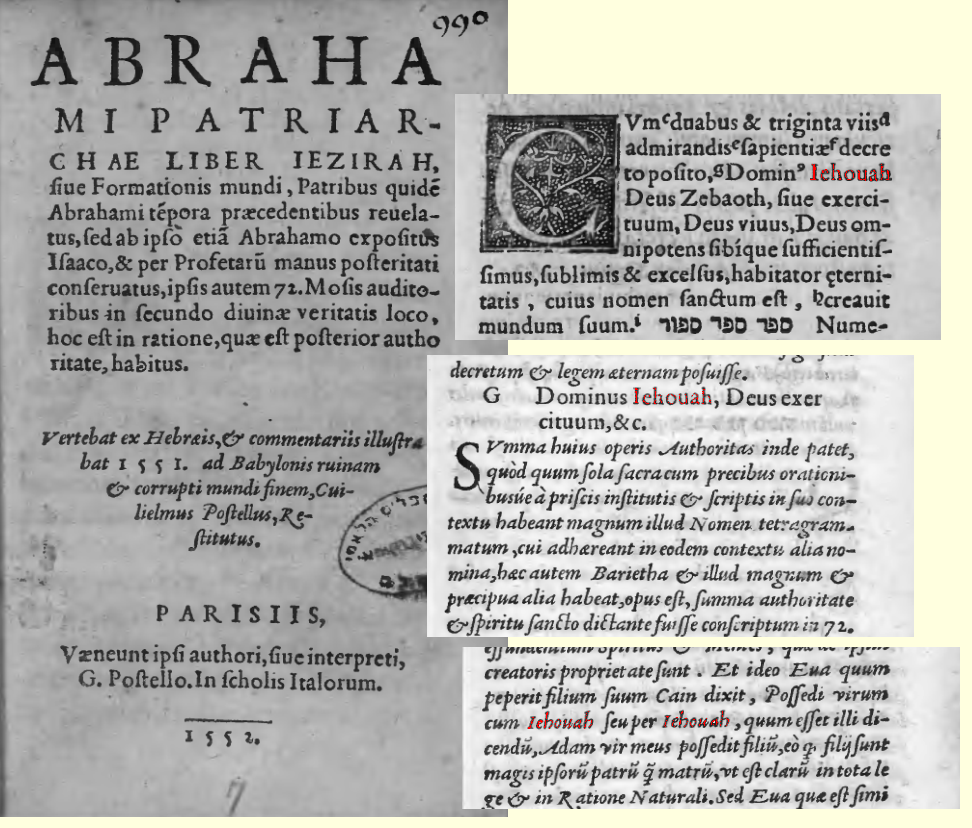
En 1552 se usaba "Iehouah" para el "magnum Nomen tetragrammatum" en esta traducción en latín del Sefer Yetzirah.

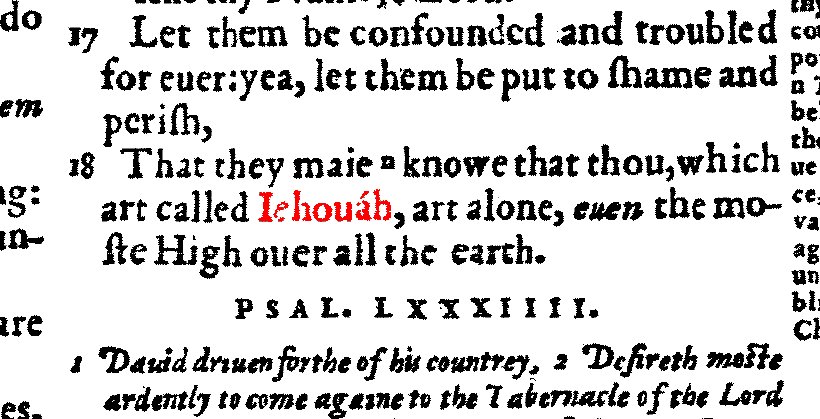
La Geneva Bible (en inglés), 1560. (Salmo 83:18)

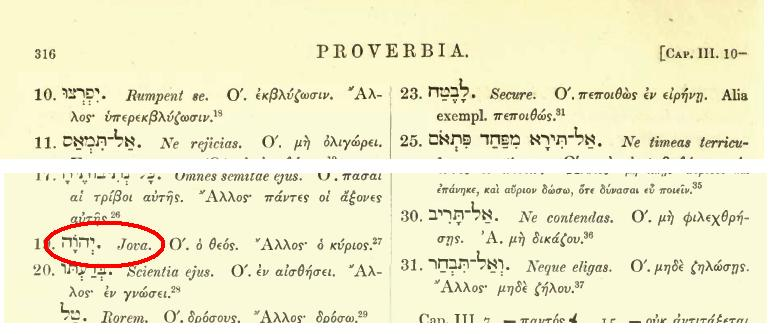
Una traducción latina del Tetragrámaton ha sido la forma "Jova", que se escucha muy similar a "Jehová".
(Origenis Hexaplorum, editada por Frederick Field, 1875.)

Algunas transcripciones de יְהֹוָה similares a Jehová ocurrieron en época tan temprana como el siglo XII.
- Ieve: Petrus Alphonsi[92] (c. 1106), Alexander Geddes[93] (1800)
- Jehova: Raymond Martin (Raymundus Martini)[94] (1278), Porchetus de Salvaticis[95] (1303), Tremellius (1575), Marcus Marinus (1593), Charles IX of Sweden[96] (1606), Rosenmüller[97] (1820), Wilhelm Gesenius (c. 1830)[98]
- Yohoua: Raymond Martin[94] (1278)
- Yohouah: Porchetus de Salvaticis[95] (1303)
- Ieoa: Nicolás de Cusa (1428)
- Iehoua: Nicolás de Cusa (1428), Peter Galatin (Galatino)[99] (1516)
- Iehova: Nicolás de Cusa (1428), Jacques Lefèvre d'Étaples (1514), Sebastian Münster (1526), Leo Jud (1543), Robert Estienne (1557)
- Ihehoua: Nicolás de Cusa (1428)
- Jova: siglo XVI,[100] Rosenmüller[97] (1820)
- Jehovah: Paul Fagius (1546), John Calvin (1557), King James Bible (1671 [OT] / 1669 [NT]), Matthew Poole[101] (1676), Benjamin Kennicott[102] (1753), Alexander Geddes[93] (1800)
- Iehouáh: Geneva Bible (1560)
- Iehovah: Authorized King James Version (1611), Henry Ainsworth (1627)
- Jovae: Rosenmüller[97] (1820)
- Yehovah: William Baillie[103] (1843)